# Shake Ur Bumpa
"Shake Ur Bumpa" es una canción de música dance creada por el DJ y productor de música electrónica Cristian Poow junto al DJ italiano Glovibes. La canción llegó al puesto #27 en el chart Dance Club Songs de Billboard en EE. UU.
Es la primera canción de música house en la historia argentina en conseguir ingresar al chart de Billboard. Cristian comentó en una entrevista: "ser un argentino que ingresa en Billboard representa más que un logro."  Estuvo muy entusiasmado de tener una canción en este chart luego de tener sus remixes promocionales para tantos artistas que llegaron al #1 (por ejemplo Katy Perry, StoneBridge, Jonas Blue). "Shake Ur Bumpa" estuvo activamente subiendo puestos en los charts durante varias semanas, otorgando a Cristian la posibilidad de hacer crecer su carrera en los Estados Unidos, habiendo ya trabajado con StoneBridge para la reversión del 2016 del clásico "Put 'em High", siendo también enlistado como uno de los productores de música más importantes de Argentina en aquel momento, siempre produciendo estilos diferentes (house, deep house, progressive house, circuit/tribal house).

## Tracklist
- Lanzamiento digital – Bonanza Records[5]

1. "Shake Ur Bumpa" [Original Mix] − 6:51

- Digital Remixes EP – Dbeatzion Records[6]

1. "Shake Ur Bumpa" [Gus Bonani Remix] – 7:30
2. "Shake Ur Bumpa" [Lambert & Handle Remix] – 5:15
3. "Shake Ur Bumpa" [The Perry Twins Remix] – 5:42
4. "Shake Ur Bumpa" [Cristian Poow's More Shake Mix] – 6:41

## Charts
| Chart (2017)                    | Peak position |
| ------------------------------- | ------------- |
| US Dance Club Songs (Billboard) | 27            |